# Championnat d'Espagne de hockey sur glace 2000-2001
Saison précédente Saison suivante
La saison 2000-2001 est la 27e saison du championnat d'Espagne de hockey sur glace. Cette saison, le championnat porte le nom de Superliga Española.

## Clubs de la Superliga 2000-2001
- FC Barcelone
- ARD Gasteiz
- CH Jaca
- Majadahonda HC
- CG Puigcerdà
- Txuri Urdin

## Première Phase

### Classement
| # | Club           | Joués | V  | N | D  | bp:bc  | +/- | Points |
| - | -------------- | ----- | -- | - | -- | ------ | --- | ------ |
| 1 | CH Jaca        | 20    | 19 | 1 | 0  | 124:54 | +70 | 58     |
| 2 | CG Puigcerdà   | 20    | 11 | 1 | 8  | 97:74  | +23 | 34     |
| 3 | ARD Gasteiz    | 20    | 9  | 2 | 9  | 80:72  | +8  | 29     |
| 4 | Txuri Urdin    | 20    | 8  | 1 | 11 | 72:104 | -32 | 25     |
| 5 | FC Barcelone   | 20    | 7  | 0 | 13 | 90:100 | -10 | 21     |
| 6 | Majadahonda HC | 20    | 3  | 1 | 16 | 69:128 | -59 | 10     |

## Séries finales
Les séries se jouent au meilleur des trois matchs pour les demi-finales et des cinq matchs pour la finale.

### Demi-finales
| Équipes     | 1  | 2 | 3 | Série |
| CH Jaca     | 10 | 5 |   | 2     |
| Txuri Urdin | 1  | 2 |   | 0     |

| Équipes      | 1 | 2 | 3 | Série |
| CG Puigcerdà | 6 | 5 |   | 2     |
| ARD Gasteiz  | 3 | 2 |   | 0     |

### Finale
| Équipes      | 1 | 2 | 3 | 4 | 5 | Série |
| CH Jaca      | 3 | 6 | 4 | 6 |   | 3     |
| CG Puigcerdà | 4 | 3 | 3 | 2 |   | 1     |

Le CH Jaca est sacré Champion d'Espagne de hockey sur glace 2000-2001.